# 三賀氏 (北条氏流)
三賀氏（さんがし）は、日本の武家。

## 概要
『寛政重修諸家譜』によると、普恩寺流北条氏出身である北条仲時の次男・七郎頼仲の末裔とされる。その後数代の系譜は不明となり、徳川綱重に仕えた権左衛門（諱は不明）から系図は始まる。その子・平十郎は徳川家宣に鷹匠として仕え、のちに御家人に召し加えられた。平十郎は諏訪頼豊の末裔である諏訪頼兼の子を養子とし、その養子は頼明と名乗った。頼明は子の長頼とともに田安宗武に仕え、長頼は布衣の着用を許された。